# Билль
Билль (англ. bill; от среднев. лат. libellus) — слово, означавшее первоначально рукопись, грамоту и получившее впоследствии в английском юридическом языке весьма разнообразное значение: под ним стали понимать разные бумаги, относящиеся к администрации, торговле, судопроизводству и т. п. Главным образом под биллем разумеют предложение об издании нового закона или постановления, вносимое в одну из палат, или же, в наиболее обширном смысле — сам закон или постановление.
Также заёмные письма называются меновыми Б. — В. of exchange, купчие на движимое имущество, по совершении которых, по английскому праву, право собственности тотчас же переходит на покупателя — B. of sale, фактура и росписи отправляемых товаров — В. of lading; обвинительный акт — В. of indictment; судебная жалоба — В. of complaint, судебный протокол — В. of chancery. Когда большое жюри признаёт, что известное уголовное обвинение подлежит разбору ассизов, то издаёт об этом так называемый true В., в противном случае оно признаёт обвинение неосновательным (Not found). В прежнем английском судопроизводстве, в тех случаях, когда судья, излагая дело присяжным неправильно, по ошибке или с умыслом неправильно применял или толковал закон, сторонам предоставлялось право требовать от него приложения своей печати к так называемому В. of exception, последствием чего является перенос дела в высшее судебное установление. Мидльсекским Б. (В. of Middlesex) называли приказ суда королевской скамьи (Court of the King’s Bench) шерифу Мидльсекского графства, не входившего в состав округов Вестминстерских судов, о приво́де обвиняемого в определённый срок для разбора дела в Вестминстер.

## История парламентских биллей
История Б. связана с развитием парламента, а главным образом палаты общин. До воцарения Ланкастерского дома палата общин сравнительно с палатой лордов занимала низшее положение и её влияние на государственное управление было весьма незначительно. Первоначально, как города так и мелкие землевладельцы (country gentry) смотрели на право представительства, как на тяжелую обязанность, нередко покупали грамоты, увольнявшие от присылки депутатов, а иногда брали с последних залоги в обеспечение явки. С другой стороны общины заранее соглашались на то, что королю угодно будет приказать по совещании с великими и мудрыми особами его совета. Такое положение дел не могло не принижать значения нижней палаты и давало королям возможность нередко нарушать народные права. Так, Эдуард III раз даже сам назначил депутатов, а в 1347 году все налоги были вотированы одними лордами.
Со вступлением на престол Ланкастеров значение нижней палаты возрастает, она получает право законодательного почина. Ранние общины излагали свои желания законодательных реформ в особых прошениях (петициях), утверждение, изменение или совершенное устранение которых вполне зависело от короля. Обыкновенно, если король предполагал отказать в таком ходатайстве, он отвечал формулою: «le Roy s’aviser», то есть что он посоветуется об этом с своим советом. Уже со времён Эдуарда III общины начинают понимать эту формулу вежливого отказа в её буквальном смысле и повторяют свои требования, если они не исполнялись по истечении определённого промежутка времени. Однако, в течение всего этого царствования все заявления общин являются все ещё прошениями, и просительная форма их редакции сохраняется даже после облечения их в законную силу путём королевского утверждения, выраженного формулой: «le Roy le veult» (король этого желает).
Со второго же года царствования Генриха IV общины стали заявлять неудовольствие на то, что король, утверждая представленные ему в форме петиции законодательные проекты, часто изменял их содержание, что вызвало в 1415 году издание постановления, по которому ни один закон не мог быть впредь издаваем без согласия общин, к представляемым последними петициям нельзя было делать каких-либо прибавок или урезок, а следовало лишь или принимать их всецело, либо совсем отвергать. С тех пор заявляемые общинами ходатайства обратились в билли, то есть предлагаемые общинами на утверждение правительственной власти законопроекты, и установилось деление законодательных актов на две категории, именно статуты (statutes) — законы, обусловленные согласием парламента и Риты (writ — грамота, указ) — распоряжения, зависящие от самоличного усмотрения короля, называемые в старину также ассизами (assises) или конституциями (constitutions). Издание и отмена последних предоставлялись королю в тех случаях, когда дело шло не об установлении или отмене нового законодательного начала, а лишь о надлежащем применении или приведении в исполнение существующего закона; в этих пределах воля его получала законодательную силу даже до момента внесения её в палату, но распоряжения эти стояли в зависимости от законодательной власти парламента, могущего парализовать их силу изданием нового закона, в отмену разъясненного королевским постановлением, и потому имели лишь временный характер. Таким образом установилось ясное разграничение между законодательною и исполнительною властью с предоставлением первой парламенту, а второй королю. Это начало так глубоко укоренилось в государственной жизни Англии, что наступившая затем эпоха развития абсолютизма, сделавшая парламент послушным орудием королевских стремлений, не в силах была его поколебать, а все политические и религиозные смуты и перевороты, закончившиеся революцией 1688 года, способствовали лишь окончательному его торжеству.
В течение XVIII столетия значение английского парламента всё более и более увеличивается, причём главная руководящая роль переходит на сторону нижней палаты. Параллельно этому усиливается законодательная деятельность парламента, доказательством чего служит возрастающее количество датированных им законоположений. Так, в царствование Вильгельма III и Марии II (1688—1702) было вотировано 783 статута; в царствование Анны (1702—1714) — 949; Георга (1714—1727) — 758; Георга II (1727—1760) — 2791; Георга III (1760—1820) — 14800; Георга IV (1820—1830) — 3223; Вильгельма IV (1830—1837) — 1862.